# 40 dibujos ahí en el piso
40 dibujos ahí en el piso es el álbum debut de la banda de rock argentina Divididos, publicado en el año 1989 por las discográficas Columbia/Sony Music. En el álbum la banda aún conservaba un estilo similar al de Sumo pero con un dejo de funk y un sonido más poderoso, que sería una marca registrada en el futuro de la banda, y conformándose bajo la forma de lo que se denomina un «power trío». Esta es la única grabación del grupo realizada con Gustavo Collado en batería, ya que al poco tiempo sería reemplazado por Federico Gil Solá.

## Grabación
Cuando murió Luca Prodan, Sumo dejó de existir, y los integrantes restantes se movieron en distintas direcciones. Ricardo Mollo, Diego Arnedo y Roberto Pettinato (este último se alejaría poco tiempo después del grupo) luego de meses de inactividad convocarían al baterista Gustavo Collado para un nuevo proyecto bautizado en primera instancia «La División», para luego optar por Divididos. Su primer show con escasísima repercusión se llevó a cabo en 1988 en el Pub El Rouge en el barrio de Flores. Con un año y medio de presentaciones pequeñas de este tipo Divididos editaría su primer trabajo oficial 40 dibujos ahí en el piso.
Con un enfoque similar a lo que venían siendo los últimos años de Sumo, el flamante álbum contaba con 12 temas propios (en realidad son diez, ya que «Camarón Bombay» está presente en tres versiones distintas) y un cover de The Doors, «Light My Fire»; la presencia de este tema y algunos otros momentos como el recordado «Haciendo cosas raras» les daba un acento más roquero, con la influencia «hendrixiana» que caracterizaría a la forma de tocar de Mollo de aquí en adelante, aunque sin dejar la sensación de «aplanadora del rock», como se los denominaría especialmente sobre todo luego de La era de la boludez (1993).
Con un nivel de ventas bajo este disco se encuentra en la historia del rock nacional fundamentalmente por ser el primero de uno de sus actores principales en la actualidad y por casi treinta años. En 1990, antes de comenzar las grabaciones para su siguiente placa, la banda hace un cambio en baterías (algo que sería característico a lo largo de los años) Federico Gil Solá reemplazaría a Collado. Un cambio positivo que se reflejaría poco tiempo más tarde.

## Presentación
La presentación de 40 dibujos ahí en el piso se llevó a cabo en Cemento, el reducto porteño del empresario Omar Chabán, donde compartieron escenario con Germán Daffunchio y Alejandro Sokol (Las Pelotas), demostrando que la paz entre los dos grupos hermanos estaba sellada.

## Lista de canciones
Todas las canciones compuestas por Ricardo Mollo y Diego Arnedo, excepto las señaladas.

| N.º   | Título                                                                                 | Duración |  |
| 1.    | «Camarón Bombay»                                                                       | 1:07     |  |
| 2.    | «Che, Qué Esperás?»                                                                    | 4:04     |  |
| 3.    | «La Mosca Porteña»                                                                     | 4:31     |  |
| 4.    | «Haciendo Cosas Raras»                                                                 | 3:07     |  |
| 5.    | «Los Sueños Y Las Guerras»                                                             | 4:00     |  |
| 6.    | «Gárgara Larga»                                                                        | 4:26     |  |
| 7.    | «Camarón Bombay»                                                                       | 0:36     |  |
| 8.    | «Un Montón De Huesos»                                                                  | 4:38     |  |
| 9.    | «Light My Fire» (Ray Manzarek, Robby Krieger, Jim Morrison, John Densmore (The Doors)) | 3:48     |  |
| 10.   | «Los Hombres Huecos» (Mollo, Arnedo, Gustavo Collado; sobre un poema de T. S. Eliot)   | 5:21     |  |
| 11.   | «De Qué Diario Sos?»                                                                   | 4:11     |  |
| 12.   | «La Foca»                                                                              | 2:50     |  |
| 13.   | «Camarón Bombay»                                                                       | 1:03     |  |
| 43:52 |                                                                                        |          |  |

## Haciendo Cosas Raras
El 24 de agosto de 2018, la banda estrenó Haciendo cosas raras, una regrabación de 40 dibujos ahí en el piso con un sonido actualizado casi 30 años después, y el agregado de una letra para el tema «La Foca», originalmente instrumental, y retitulado «Caballos de la Noche». El álbum fue grabado para conmemorar los 30 años de la banda.

## Créditos
Divididos
- Ricardo Mollo: voz, guitarra eléctrica, guitarra acústica, guitarra española y programación TR 707.
- Diego Arnedo: bajo, contrabajo, armónica, guitarra y coros.
- Gustavo Collado: batería y pandereta.

Músicos adicionales
- Gillespi: trompeta en Gárgara Larga, Un Montón De Huesos, Light My Fire y De Qué Diario Sos?.
- Amadeo Monges: arpa en Gárgara Larga.
- Superman Troglio: congas en Camarón Bombay.
- Omar Mollo: coros en Camarón Bombay.